# Sikosaari (ö i Mellersta Finland, Jämsä)
Sikosaari är en ö i Finland. Den ligger i sjön Tervajärvi och i kommunen Jämsä i landskapet Mellersta Finland, i den södra delen av landet, 200 km norr om huvudstaden Helsingfors. Öns area är 0,3 hektar och dess största längd är 70 meter i sydväst-nordöstlig riktning.